# Doble esplendor
Doble esplendor es un relato autobiográfico de la republicana española Constancia de la Mora en el que describe su vida desde su nacimiento en una familia aristocrática española hasta su exilio en Estados Unidos. Fue publicado en 1939 en inglés con el título In place of Splendor: the autobiography of a Spanish woman y en 1944 en español en México con el título de Doble esplendor. Autobiografía de una mujer española. 

## Contexto
Estas memorias forman parte de las autobiografías femeninas escritas en el exilio que han sido llamadas "Memorias de combate" ya que recogen las experiencias de la Segunda República y de la Guerra civil española. En este caso están también El único camino. Memorias de la Pasionaria (1979) de Dolores Ibárruri, Mis primeros años (1987) de Federica Montseny o Cuatro años en París (1947) de Victoria Kent.
También en este contexto figuran las memorias de Isabel Oyarzábal, Rescoldos de la libertad, publicadas primero en inglés con el título Smouldering Freedom. The Story of the Spanish Republicans in Exile (1945) y traducidas luego al español. Sin embargo, lo que Oyarzábal cuenta lo presenta en un tono objetivo y erudito ya que hace numerosas referencias a textos extranjeros. Además, los hechos que relata no son en su mayoría vividos por la autora sino recogidos de múltiples relatos orales o escritos. Cronológicamente la obra de Oyarzábal completa el relato de Constancia de la Mora sobre la vida de los republicanos españoles ya que Doble esplendor termina en los primeros días del exilio en Estados Unidos y Rescoldos de libertad se inicia con la llegada de los exiliados a México.

## Sinopsis
Doble esplendor muestra la evolución personal y política de la autora que desafió el modelo social de género al que estaba destinada por su nacimiento. Logró liberarse de un matrimonio convencional fallido, obtuvo uno de los primeros divorcios legales de España y consiguió un empleo remunerado. Durante la guerra civil, tanto ella como su segundo esposo, Ignacio Hidalgo de Cisneros, jefe de la aviación republicana, se unieron al Partido Comunista de España (PCE). Constancia trabajó en la oficina de propaganda gubernamental y censura, que luego se convirtió en una subsecretaría dependiente del Ministerio de Estado al trasladarse el gobierno de Valencia a Barcelona.
La autora dividió su autobiografía en capítulos relacionando su vida con los acontecimientos políticos. Así bajo el nombre Mi infancia en la España tradicional y Matrimonio, la meta de la mujer española habla de la monarquía de Alfonso XIII y las dictadura de Primo de Rivera y de Dámaso Berenguer. Despertar de España corresponde a la Segunda República y Es preferible ser viudas de héroes que esposas de cobardes y Viva la República constituyen el cuarto capítulo y el epílogo.
Su visión está condicionada por su militancia en el PCE como se ve en las duras críticas a Largo Caballero, a la entrada en el gobierno en 1936 de los ministros anarquistas y a las Jornadas de mayo de 1937.

## Intención
De la Mora llegó a Nueva York en marzo de 1939 con el propósito de solicitar ayuda para la casi derrotada República Española. Con el convencimiento de que la neutralidad de las potencias occidentales, no cumplida por Alemania e Italia, había permitido la victoria del bando rebelde, quería conmover a la opinión pública estadounidense y hacer que modificara su posición neutral en favor de la acción humanitaria. Sin embargo, mientras trabajaba en su libro, recibió la noticia de la capitulación del coronel Casado y la entrada de Franco en Madrid. A partir de ese momento, De la Mora se enfocó en denunciar el trato inhumano que recibían los refugiados en Francia y las represalias políticas sufridas por los vencidos que permanecían en el interior de España.

## Ediciones
La primera edición del libro (1939) fue publicada en Estados Unidos en inglés con el título In place of Splendor: the autobiography of a Spanish woman. Por su educación en Inglaterra, Constancia de la Mora hablaba un buen inglés, al haber estado una larga temporada en Cambridge. Sin embargo,  varios investigadores sostienen que para escribir el libro contó con la colaboración de una periodista norteamericana, Ruth McKenney.
Cuando De la Mora se estableció en México, escribió la versión española del libro (Doble esplendor) que fue publicada en dicho país. En ella eliminó anécdotas y explicaciones y añadió contexto. También se hicieron traducciones al francés, alemán, italiano, checo, rumano y ruso, pero la obra tuvo una mínima difusión en España. No fue hasta 1977 que se hizo la primera edición española. En 2004, se publicó una nueva edición en España, con prólogo de Jorge Semprún Maura.
Hay diferencias en la redacción y en la información presentada entre la edición en inglés y la de español.  Al traducir al español, su lengua materna, tuvo la oportunidad de refinar el texto inicial, que había sido apresurado y colectivo, aunque aún se identificaba con él en gran medida. Aunque la historia ya estaba escrita y no podía cambiar lo que había sido narrado, sí la presentó de una manera diferente.

## Recepción
El libro tuvo un gran éxito en los Estados Unidos, llegando a ser recomendado por The New York Times en su lista de «Libros de Navidad» de 1939. En 1940 alcanzó su quinta tirada. En 1941, Edward Chodorov, hermano del dramaturgo Jerome Chodorov empezó a adaptar las memorias de Constancia de la Mora para el teatro, y el guionista Richard Collins quiso convertirlas en una película. Ninguno de estos proyectos finalmente llegó a fructificar.